# Marek Korneliusz Fronton
Marek Korneliusz Fronton (łac. Marcus Cornelius Fronto) – żyjący w II wieku rzymski retor, nauczyciel wymowy i pisarz.
Pochodził z Cyrty w północnej Afryce. Osiadł w Rzymie, gdzie prowadził własną szkołę wymowy, przyjaźnił się z Herodem Attykiem. W 142 roku pełnił urząd konsula dodatkowego (consul suffectus), jednak z powodu słabego zdrowia i nieszczęść rodzinnych szybko wycofał się z życia publicznego. Był nauczycielem retoryki Marka Aureliusza, z którym prowadził przez trzydzieści lat korespondencję (będącą ważnym źródłem wiedzy o życiu dworu cesarskiego), i który wspomniał go potem w swoich Rozmyślaniach. Większość dzieł Frontona znana jest dzięki palimpsestowi odkrytemu w 1815 roku.
Pisał listy literackie w języku greckim (utrzymane w stylu attycyzmu) oraz po łacinie (w stylu archaizującym). Tworzył także mowy popisowe, np. pochwałę dymu i kurzu oraz pochwałę lenistwa, a także mowy polityczne. Zachowała się jego mowa przeciwko chrześcijanom, przytoczona w dialogu Oktawiusz Minucjusza Feliksa. Mowa ta ma charakter inwektywy, autor nie znając nawet podstaw nauki chrześcijańskiej zarzuca chrześcijanom m.in. uprawianie kazirodztwa, czczenie oślej głowy (onolatria) oraz mordy rytualne na niemowlętach.